# ایموجین کوکا
ایموجین کوکا (انگلیسی: Imogene Coca؛ ۱۸ نوامبر ۱۹۰۸ – ۲ ژوئن ۲۰۰۱) یک هنرپیشه اهل ایالات متحده آمریکا بود. وی بین سال‌های ۱۹۲۵ تا ۱۹۹۶ میلادی فعالیت می‌کرد.
او در سال ۱۹۵۱ میلادی، برندهٔ جایزه امی ساعات پربیننده بابت بهترین بازیگر نقش اول زن در یک سریال کمدی گردید. وی یک مرتبه نیز در سال ۱۹۷۸ میلادی، نامزد دریافت جایزه تونی شد.

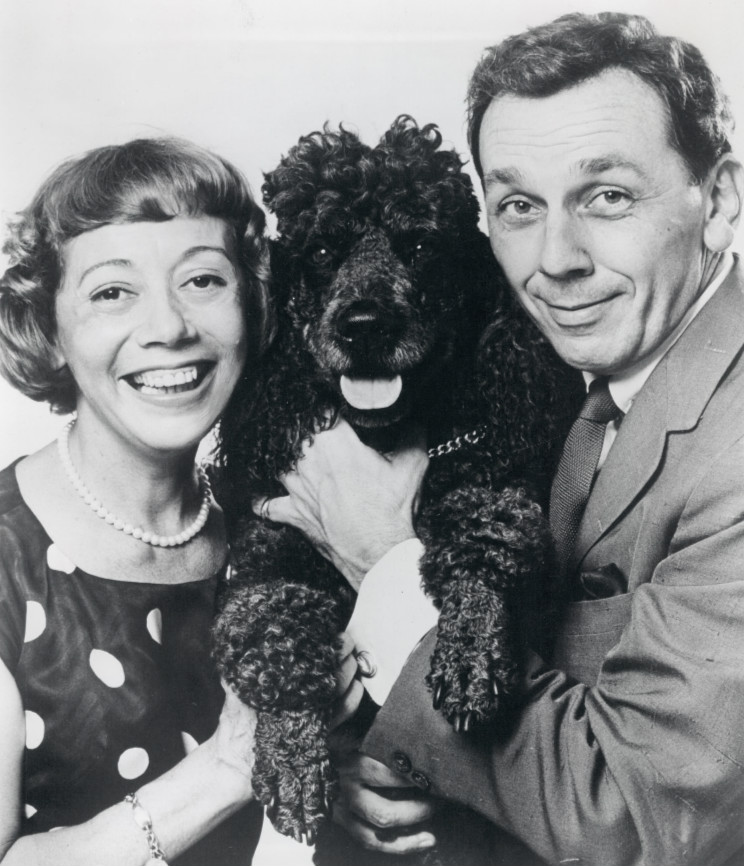
در کنار همسرش کینگ داناوان

او در فیلم تعطیلات نشنال لمپون بازی کرده است.